# عثمانوو (شهرستان گافوریسکی، باشقیرستان)
عثمانوو (انگلیسی: Usmanovo, Gafuriysky District, Republic of Bashkortostan) یک شهرک در شهرستان گافوریسکی استان باشقیرستان کشور روسیه است.